# Edmond Picard (peintre)
Pour les articles homonymes, voir Picard (homonymie).
Edmond Picard né à Besançon le 19 décembre 1861 et mort à Champagnole le 25 septembre 1899 est un peintre français. 

## Biographie
Edmond Picard est le fils de Désiré Picard et d'Ève Ullman, une famille juive de la ville.
Il est un proche d'Henri Cain, qu'il rencontre dans l'atelier de Jean-Paul Laurens. Selon son ami, Picard entre à l'École d'horlogerie en 1873, mais le directeur de l'établissement persuade son père de le réorienter vers l'art. À l'âge de 13 ans, il devient élève de l’école municipale de dessin, et y reste jusqu'en 1879 sous l'égide du peintre Honoré Chapuis. Il solidifie sa formation de peintre auprès de Léon Leblanc, et entre dès 1877 à la Société des amis des beaux-arts de Besançon. Il rencontre Alexandre Rapin et Léon Germain Pelouse, qui le prennent sous leurs ailes pendant quelques semaines et convainquent son entourage de l'envoyer à Paris. Il rejoint l'École nationale supérieure des arts décoratifs et l’École des beaux-arts de Paris où il est admis dans l'atelier de Jean-Léon Gérôme, avant de se fixer dans celui de Jean-Paul Laurens.
Edmond Picard est admis aux expositions du Salon à partir de 1881, est membre de la Société des artistes français, et obtient le prix de peinture animalière Troyon en 1885. Exposé dans toute la France, il revient toutefois à Beure en 1892. Il est un des fondateurs de l’Union comtoise des arts décoratifs en 1893, et s’investit à l’École municipale des beaux-arts de Besançon, jusqu'en 1899, aux côtés de Léon Boudot et de Luc Franceschi.
Il fait partie en mars 1896 de la Société internationale de peinture et de sculpture, accueillie pour ses expositions à la Galerie Georges Petit à Paris.
Il meurt le 25 septembre 1899 à l’hôtel Tissot Cottez de Champagnole.
Edmond Picard possédait une collection de toiles de Jules Breton, Jules-Alexis Muenier, Jean-Adolphe Chudant, ou encore Henri Martin.

## Collections publiques
- Un marché, 1887, musée de Cambrai.
- La Vache malade, avant 1889, musée de Saint-Brieuc.
- Douce attente, avant 1894, musée de Roubaix.
- Les Adieux du marin, avant 1895, musée des Beaux-Arts de Dole.
- Sur le boulevard, procès-verbal, musée des Beaux-Arts de Morlaix.
- La douce attente, musée La Piscine de Roubaix, dépôt du centre national des arts plastiques.